# Wiktor Fjodorowitsch Mamatow
Wiktor Fjodorowitsch Mamatow (russisch Виктор Фёдорович Маматов; * 21. Juli 1937 in Belowo, Oblast Kemerowo; † 27. Oktober 2023 in Moskau) war ein sowjetischer bzw. russischer Biathlet, Biathlontrainer und Sportfunktionär.
Bei den Weltmeisterschaften 1967 holte Mamatow im Einzel über 20 Kilometer die Goldmedaille und mit der Staffel die Silbermedaille. Ein Jahr später gewann er bei den Olympischen Winterspielen 1968 in Grenoble die Staffelgoldmedaille. Auch bei den Weltmeisterschaften 1969, 1970 und 1971 war er mit der Staffel siegreich. Eine weitere Staffelgoldmedaille kam bei den Olympischen Winterspielen 1972 in Sapporo hinzu. Zwei Mal sicherte sich Mamatow die Sowjetische Meisterschaft, beide 1968 im Einzel und in der Staffel.
Nach Beendigung seiner Sportkarriere arbeitete Mamatow von 1973 bis 1976 als Cheftrainer der sowjetischen Biathlon-Nationalmannschaft. Danach war er bis 1981 Rektor des Sportgymnasiums in Nowosibirsk. Von 1981 bis 1985 trainierte er ein zweites Mal die Biathlon-Nationalmannschaft. Mamatow war von 1989 bis 1992 der letzte Präsident des sowjetischen Biathlonverbandes, danach bis 1998 Vizepräsident des russischen Biathlonverbandes. Darüber hinaus gehörte er von 1994 bis 2002 dem Nationalen Olympischen Komitee Russlands an. 1998 und 2002 war er als Teammanager der russischen Biathleten bei den Olympischen Winterspielen tätig. Von ihrer Gründung 1993 bis 2002 amtierte Mamatow als Erster Vizepräsident der Internationalen Biathlon-Union (IBU).
Er starb am 27. Oktober 2023 im gerontologischen Zentrum zu Moskau, etwa ein Jahr nach dem Tode seiner Ehegattin.